# Dirty rap
Il Dirty rap o Porno rap è un genere musicale derivato dal rap che utilizza argomenti strettamente legati alla sessualità, spesso ricordata dai nomi dei gruppi come i Mista Naked o la Porno Bass Squad.
I padri del genere sono i membri del gruppo 2 Live Crew, che con un suono legati al Miami bass sono i primi a trattare questi temi. Tra i più importanti artisti del genere troviamo Lil' Kim , Cardi B, Cupcakke e Gangsta Boo dei Three 6 Mafia.